# PLCD3
La fosfoinosítido fosfolipasa C delta 3 (PLCD3) (EC 3.1.4.11) es una isozima humana de la enzima fosfoinosítido fosfolipasa C. Cataliza la reacción:
1-fosfatidil-1D-mio-inositol 4,5-bisfosfato + H2O {\displaystyle \rightleftharpoons } 1D-mio-inositol-1,4,5-trisfosfato + diacilglicerol
Tiene como función la producción de las moléculas mensajeras diacilglicerol (DAG) e inositol 1,4,5-trifosfato (IP3). El DAG media en la activación de la proteína kinasa C mientras que el IP3 libera Ca2+ de los depósitos intracelulares. Es esencial para el desarrollo de la placenta y de los trofoblastos. Puede que participe en la citocinesis hidrolizando fosfatidilinositol 4,5-bisfosfato (PIP2). Se une a 3 iones calcio por subunidad. Dos de los iones calcio se unen al dominio C2. La enzima es fuertemente activada por el ácido fosfatídico, inhibida por la fosfatidiletanolamina, fosfatidilcolina, esfingomielina y fosfatidilserina.
Tiene como localización celular el citoplasma. Está presente en células epiteliales. Es regulada negativamente por Ca2+ y cAMP. Contiene 1 dominio C2, 3 dominios manos EF, 1 dominio PH, 1 dominio PI-PLC X-box y 1 dominio PI-PLC Y-box. El dominio C2 es un módulo membranoso objetivo dependiente de Ca2+. El dominio PH media la interacción con la superficie de la membrana uniéndose al PIP2.